# منارة رأس العافية
منارة رأس العافية أو المنارة الكبرى أو الفنار الكبير هي منارة توتيد (توجيه) تستخدم لملاحة القوارب التي ترسو في ميناء جيجل. في الجهة الغربية من ايجلجلي القديمة وتعد إحدى أبرز المواقع العديدة التي تميز شاطئ السفير بالنظر لموقعها الجغرافي الإستراتيجي.

## تاريخ

### عموميات
وُضع عدد قليل من الفوانيس البدائية النادرة بالقرب من الملاجئ التي كانت بمثابة ملجأ للمراكب البربرية؛ مثل الفانوس العادي الموجود على البرج العالي في حصن الصخرة. منذ السنوات الأولى للإحتلال الفرنسي، رُكبت شعلات أكثر كفاءة في أكثر النقاط المميزة. وهكذا في عام 1834، قام الفرنسيون بتركيب جهاز بدلاً من فانوس الجزائر العاصمة والذي يتكون من ضوء ثابت يعلوه تاج دوار يحمل 8 مصابيح مع عاكسات مرتبة لإنتاج ضوء كسوف لمدة 30 ثانية. في 30 ثانية.
التقرير الرسمي الأول الذي يتناول إنارة السواحل الجزائرية هو تقرير اللجنة البحرية الجزائرية لعام 1843 الذي يضع تقريراً كاملاً «عن التحسينات التي يجب إجراؤها على الأضواء الموجودة (الجديدة في ذلك الوقت)، للأضواء التي سيتم إنشاؤها. على الفور، يجب إشعال الشعلات بعد ذلك». نفذ على مدار عدة سنوات، مع التعديلات التي فرضها التقدم التقني وتطور الملاحة، والتي قررت لجنة المنارة لعام 1861 أهمها.
عُدلت الأجهزة بشكل دوري بين عامي 1860 و 1900. كان أبرز هذه التحسينات هو استبدال الزيت المعدني بالزيت النباتي في عام 1881 بعد ذلك، من خلال استخدام بعض شعلات المصابيح عند مستوى ثابت. في عام 1902، وُضع برنامج جديد لتحسين الإضاءة الساحلية من خلال إنشاء لجنة بحرية خاصة تبنت برنامجًا للإنجازات يوفر، من بين أمور أخرى، استبدال الأضواء الثابتة الموجودة عن طريق وميض الأضواء الغامضة مع أو بدون قطاعات زاهية الألوان. البرنامج الذي نُفذ بالكامل من 1904 إلى 1908 باستثناء الرصيف الشمالي لميناء الجزائر. في عام 1924 تابع كبير المهندسين لخدمة المنارة المركزية كهربة الأضواء الرئيسية وأضواء الموانئ منذ البعثة العلمية إلى الجزائر.
بالإضافة إلى ذلك، شُغلت أربعة أجهزة راديوية؛ في منارة الأميرالية بالجزائر العاصمة (1931)، في رأس الإبرة (1938)، في رأس كاكسين (1938) وفي رأس ماتيفو (1942). كما خططت الخدمات الفنية لإنشاء أربعة مبانٍ إضافية في غضون فترة زمنية قصيرة في رأس تنس، ورأس بنقوت، ورأس بوقارون، ورأس العسة.

### تاريخ المنارة
تحققت توصيات اللجنة الملاحية لعام 1843 بإقامة منارة برأس عافية عام 1871. ضوء الكسوف من الدرجة الثانية ببعد 28 ميل .
تم بناء المنارة الحالية في عام 1907، مع مراعاة التحسينات التقنية في ذلك الوقت.

## مميزات
بنيت هذه المنارة المسماة رأس العافية (رأس النار) صاقل حجارة معروف باسم شارل سالفا عام 1907 على نتوء يقع على 6 كم غرب مدينة جيجل، على الطريق المؤدي إلى بجاية، من أجل تنبيه البواخر لوجود مزالق خطيرة هي «سلاماندر» في شمال المنارة و«مقعد القبائل» إلى الشرق منها.
يتوج هذا المبنى، المطلي باللون الأبيض، ببرج مثمن الأضلاع يبلغ ارتفاعه 16,8 م وينتهي بفانوس أحمر يحمي مصباحًا بقوة 1 000 W لجهد 220 V والبصريات وعدسة فرينل. يرتفع إلى 45,2 م من مستوى سطح البحر.
تحتوي المنارة على ضوء أحمر يومض في 5 ثوانٍ، بمدى 21 ميل بحري ، أو ما يقرب من 39 كم.
ويمكن الوصول إلى أعلى البرج عبر سلم حلزوني ب36 درجة والجهاز البصري عن طريق درج من تسع خطوات.يسهر حارس الموقع على تغطية الزجاج بقماش مشمع وذلك لحماية المعدات من أشعة الشمس.

## معرض الصور

صور مختارة
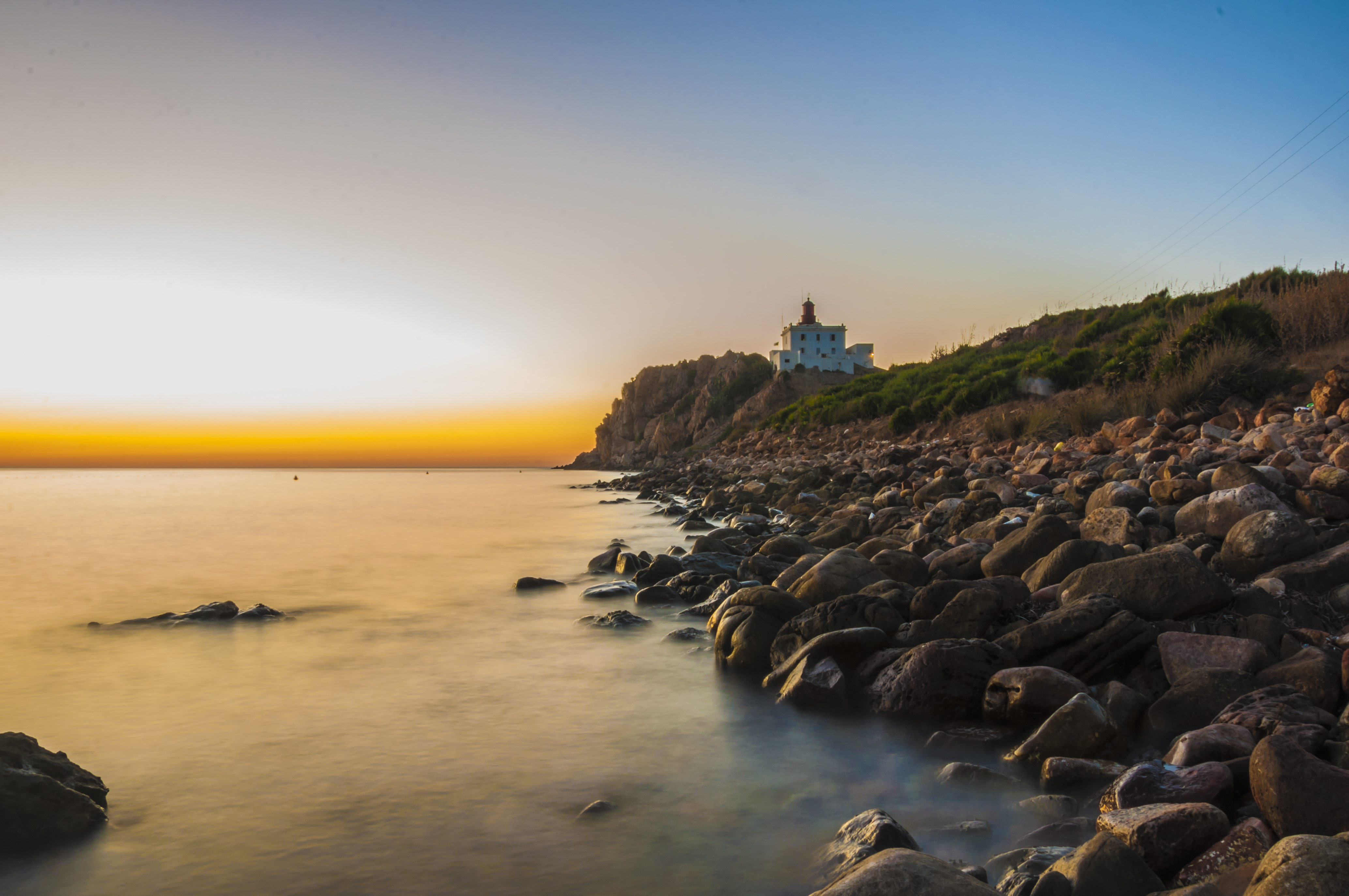
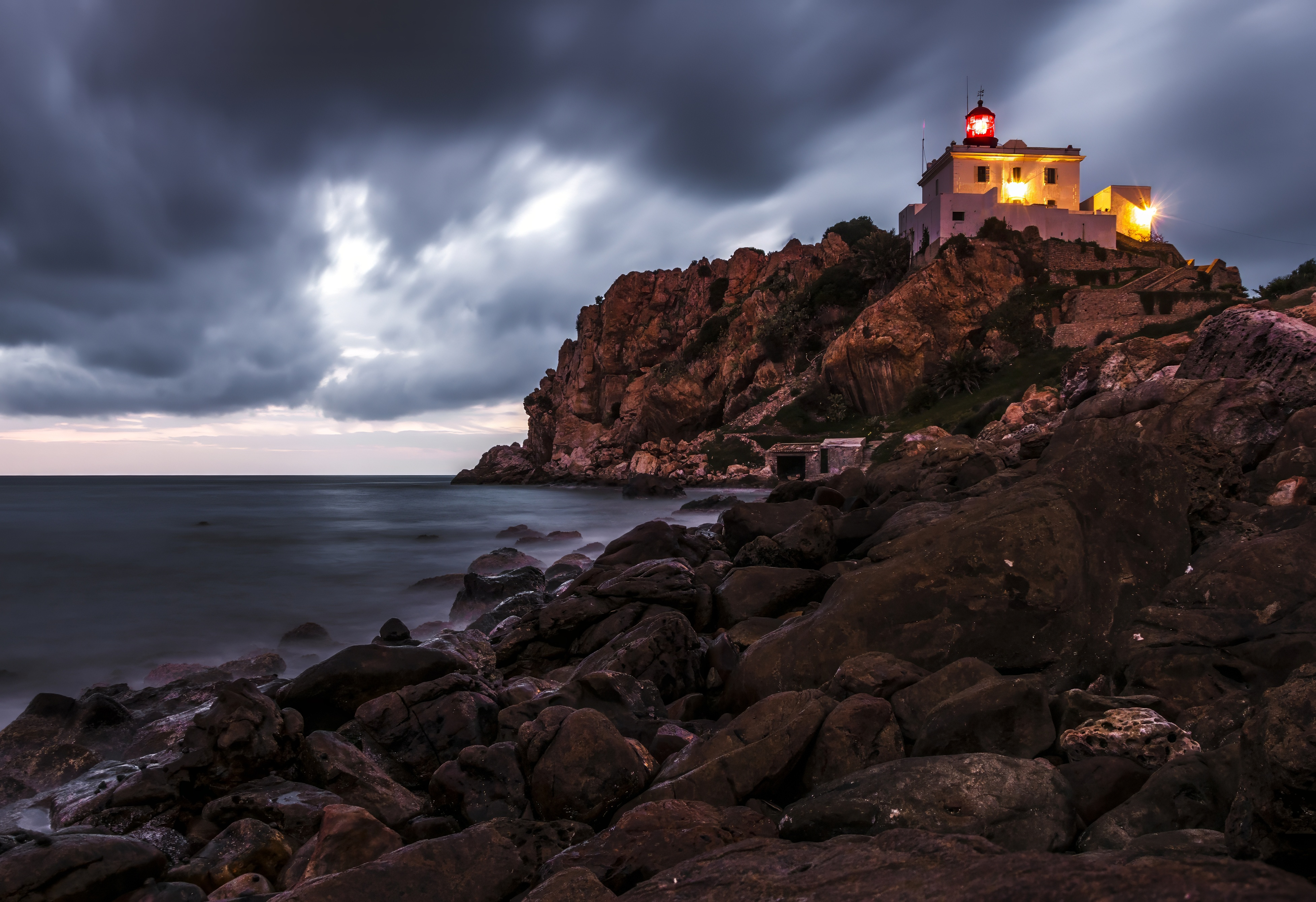
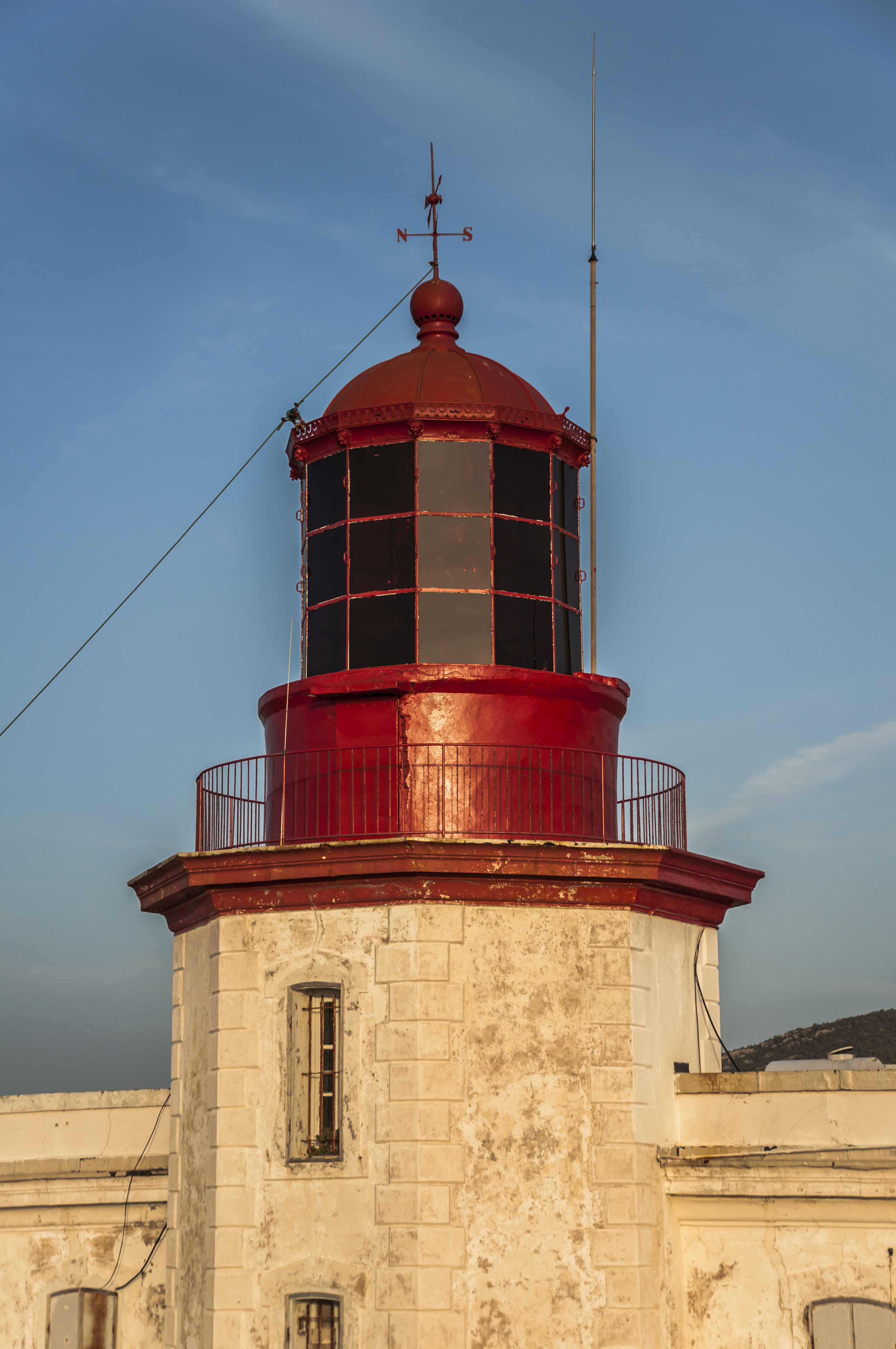
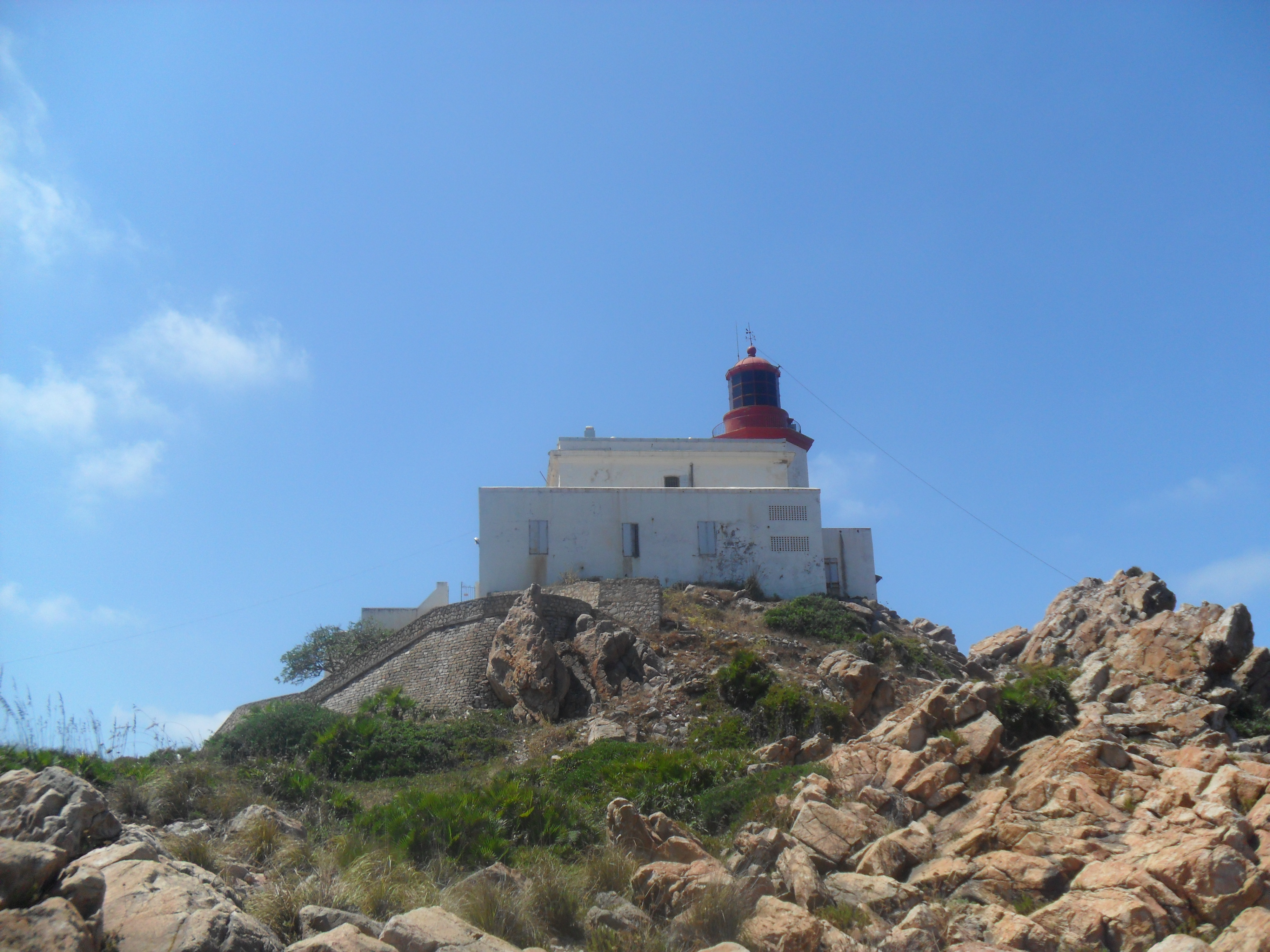
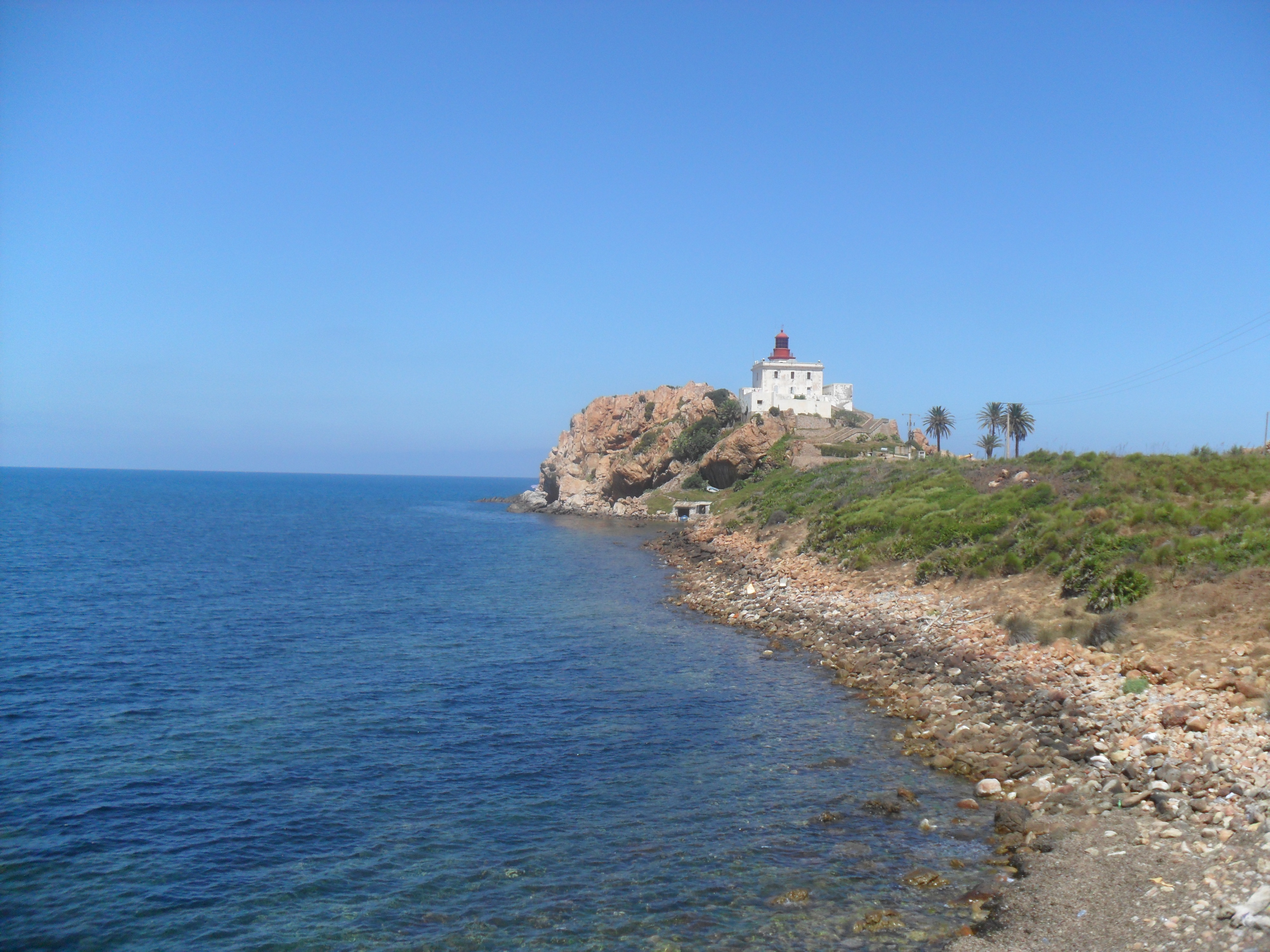

## روابط خارجية
- موقع الديوان الوطني للإشارات البحرية